# Gunnar Jarring
Gunnar Valfrid Jarring, född 12 oktober 1907 i Brunnby, Skåne, död 28 maj 2002 i Stockholm, var en svensk diplomat och språkvetare.

## Biografi
Jarring var son till lantbrukaren Gottfrid Jönsson och Betty Svensson. Han disputerade 1933 vid Lunds universitet med avhandlingen Studien zu einer osttürkischen Lautlehre, och utnämndes samma år till docent i turkisk språkvetenskap där. Avhandlingen föregicks av en studieresa till kinesiska Turkestan. Efter disputationen reste han till Afghanistan, vilket låg till grund för Uzbek Texts from Afghan Turkestan (1938) och en etnologisk undersökning av de turkspråkiga folken i det området. 1938 var han i Turkiet för att söka i arkiven efter material om de svensk-turkiska förbindelserna under Karl XII.
År 1940 värvades han till utrikespolitiken och blev attaché i Ankara. Redan året därpå utsågs han till chef för avdelning B för den svenska beskickningen i Teheran. 1945 var han tillförordnad chargé d’affaires i Teheran och Bagdad och tillförordnad förste legationssekreterare. 1946 blev han tillförordnad legationsråd och tillförordnad chargé d’affaires i Addis Abeba. År 1948 var han sändebud i Indien och även Ceylon 1950, men var åter i Iran, Irak och Pakistan 1951. År 1952 återvände han till Sverige som chef för den politiska avdelningen vid Utrikesdepartementet och utrikesråd, och var i egenskap av det sakkunnig vid FN:s generalförsamling 1955.
1956 utsågs han till ambassadör och blev Oscar Thorsings efterträdare som Sveriges ständiga ambassadör i FN. Han innehade den posten till 1958 och efterträddes av Agda Rössel. Under tiden i FN var han även Sveriges ombud i Säkerhetsrådet 1957–1958, och medlare i Kashmirkonflikten mellan Indien och Pakistan. Han hade en svår roll i Libanonkrisen 1958, då svenska regeringen som enda land i Västeuropa intog Sovjetunionens sida, något som enligt Jarring ska ha gjort Dag Hammarskjöld förtvivlad. Detta ledde till en konflikt mellan Hammarskjöld och utrikesminister Östen Undén. Jarring blev samma år ambassadör i Washington, D.C. till 1964 då han förflyttades till Moskva.
1967 värvades han som särskild envoyé för FN som medlare i Israel–Palestina-konflikten, en tjänst han innehade ända till 1990. Han upprättade ett högkvarter på Nicosia på Cypern, varifrån han skötte samtal med Egypten, Jordanien, Israel och Syrien, för att länderna skulle godta FN:s resolution 242, och medverkade till utbyte av krigsfångar. Vidare arrangerade han ett omtalat fredssamtal i New York den 7 augusti 1970, där han framlade ett förslag om fredsavtal mellan Egypten och Israel som innebar att Israel skulle dra sig tillbaka från de områden de ockuperat. Hans förslag avvisades; han kunde inte erhålla några konkreta fredsresultat de första sex åren. När generalsekreterare U Thant på grund av hälsoskäl avstod omval 1971, var Jarring en av dem som föreslogs till efterträdare.

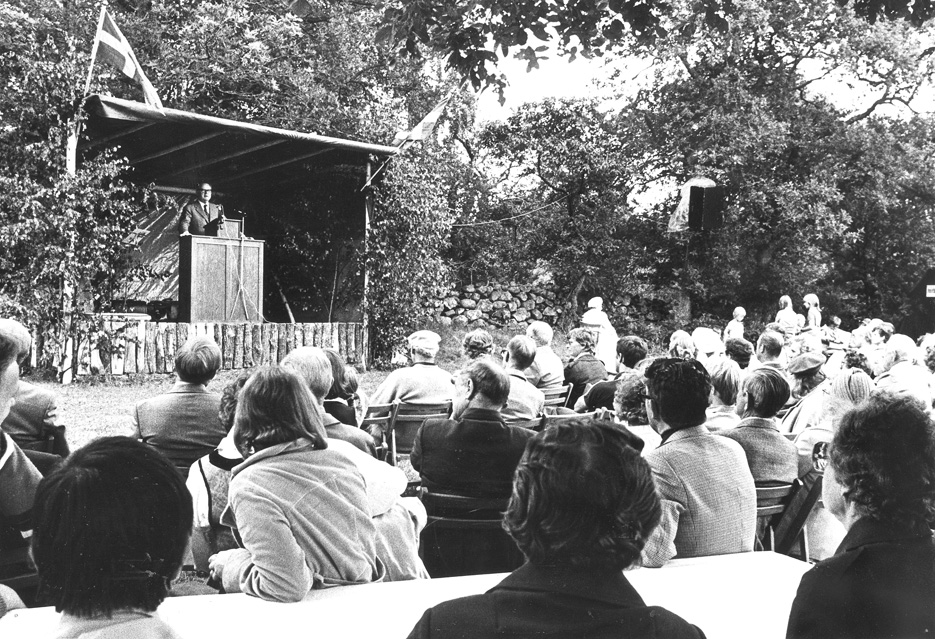
Gunnar Jarring kåserade om "Örkelljunga i min världsbild" på Ingeborrarpsdagen i Örkelljunga 1979.

Jarring var känd för att alltid svara "No comments" när journalister ställde frågor, vilket gav upphov till hans smeknamn "Musslan". Sina memoarer utgav han i tre delar: 1981 utkom Memoarer 1939–1952, 1983 utkom Rikets förhållande till främmande makt: memoarer 1952–1964, och 1989 utkom den sista delen Utan glasnost och perestrojka: memoarer 1964–1973. Hans publikationslista är i övrigt mycket omfattande och inbegriper förutom några huvudverk inom turkologin om uiguriska flera betydande utrikespolitiska arbeten.
Han gifte sig 1932 med filosofie licentiat Agnes Urania Charlier (1909–1999), som var dotter till astronomen Carl Charlier och Siri Leissner. Makarna Jarring är begravda på Vikens gamla kyrkogård.